# Kurikaval, Channarayapatna
Kurikaval là một làng thuộc tehsil Channarayapatna, huyện Hassan, bang Karnataka, Ấn Độ.